# Каландра, Джулиана
Джулиана Каландра (итал. Giuliana Calandra; род. 10 февраля 1936, Монкальери — 25 ноября 2018) — итальянская актриса, журналистка, автор и ведущая телепередач.

## Биография
Джулиана Каландра родилась в Монкальери. Ее кинодебют состоялся в 1963 году в новелле «Овечий сыр» режиссера Пьера Паоло Пазолини из фильма «РоГоПаГ», потом она играла в сотнях фильмов, сериалов и сценических постановок, где работала с такими режиссерами: Дарио Ардженто, Марко Феррери, Альберто Сорди, Лина Вертмюллер, Джорджио Альбертацци, Марио Моничелли, Коста-Гаврас, Дино Ризи, Серджо Корбуччи и Альберто Латтуады.
В 1980-х годах она начала параллельную карьеру как журналист и автор и ведущая телепередач, в основном на тему моды и развлечений.